# 巴维尔 (厄尔省)
巴维尔（法語：Barville，法語發音：[baʁvil] ⓘ）是法国厄尔省的一个市镇，属于贝尔奈区。

## 地理
巴维尔（49°9'26"N, 0°28'41"E）面积2.71 平方千米，位于法国诺曼底大区厄尔省，该省份为法国北部内陆省份，北起滨海塞纳省，西接奧恩省和卡爾瓦多斯省，南至厄尔-卢瓦省，东临瓦兹省、瓦兹河谷省和伊夫林省。
与巴维尔接壤的市镇（或旧市镇、城区）包括：迪朗维尔、福勒维尔、方丹拉卢韦、圣欧班德塞隆。
巴维尔的时区为UTC+01:00、UTC+02:00（夏令时）。

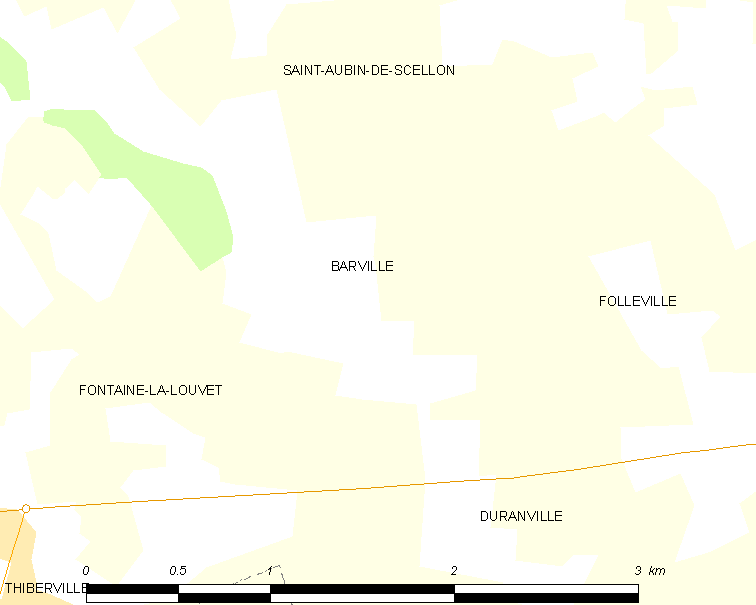
巴维尔的OSM定位图

## 行政
巴维尔的邮政编码为27230，INSEE市镇编码为27042。

## 政治
巴维尔所属的省级选区为伯兹维尔县。

## 人口

1962-2008年间巴维尔人口变化图示

巴维尔于2022年1月1日时的人口数量为85人。